# 2581 Radegast
2581 Radegast è un asteroide della fascia principale. Scoperto nel 1980, presenta un'orbita caratterizzata da un semiasse maggiore pari a 2,2358372 UA e da un'eccentricità di 0,0988797, inclinata di 2,49432° rispetto all'eclittica.
L'asteroide è dedicato al dio slavo Radigost.